# Lyconus
Lyconus är ett släkte av fiskar. Lyconus ingår i familjen kummelfiskar.
Kladogram enligt Catalogue of Life:
| Lyconus | \| \| Lyconus brachycolus \| \| \| \| \| \| Lyconus pinnatus \| \| \| \| |
|         | \| \| Lyconus brachycolus \| \| \| \| \| \| Lyconus pinnatus \| \| \| \| |
|         | Lyconodes                                                                |
|         |                                                                          |
|         | Macruronus                                                               |
|         |                                                                          |
|         | Merluccius                                                               |
|         |                                                                          |
|         | Steindachneria                                                           |
|         |                                                                          |
|         | Lyconus brachycolus                                                      |
|         |                                                                          |
|         | Lyconus pinnatus                                                         |
|         |                                                                          |

|  | Lyconus brachycolus |
|  |                     |
|  | Lyconus pinnatus    |
|  |                     |